# بيتر سميث (لاعب كرة قدم أسترالية)
بيتر سميث (بالإنجليزية: Peter Smith)‏ هو لاعب كرة قدم أسترالية أسترالي، ولد في 26 يناير 1960.

## وصلات خارجية
- بيتر سميث على موقع AustralianFootball.com (الإنجليزية)
- بيتر سميث على موقع AFLtables.com (الإنجليزية)